# Enzo Jannacci

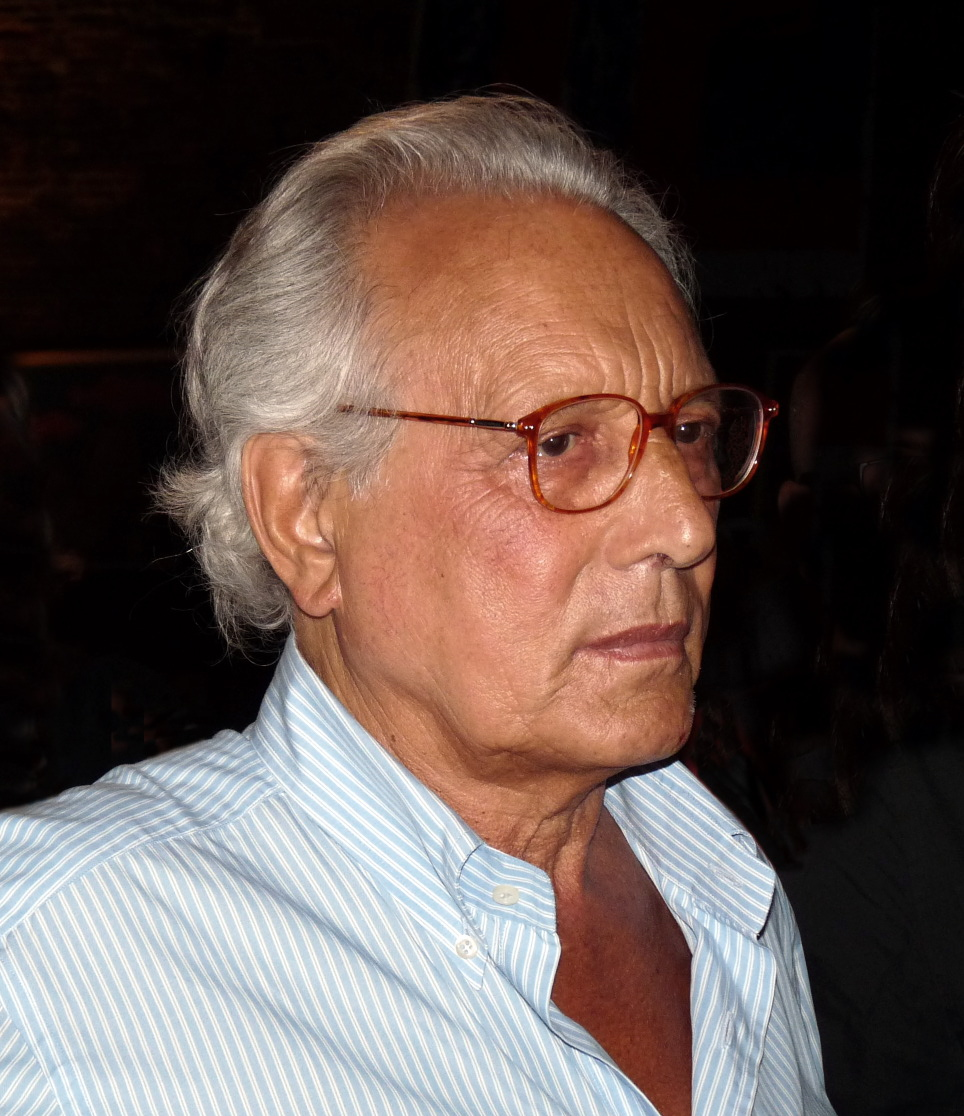
Enzo Jannacci.

Enzo Jannacci, nombre artístico de Vincenzo Jannacci (Milán, Lombardía, 3 de junio de 1935 - ibídem, 29 de marzo de 2013), fue un cantante, actor, médico y comediante italiano.

## Infancia y adolescencia
Inició sus estudios básicos y medios en el Instituto "Moreschi" de su ciudad natal. Estudió Medicina en la Universidad de Milán, especializándose en cirugía general, donde se tituló como médico, y ejercería esa labor por muchos años, pero la gran pasión de Jannacci además de la medicina, es la música y la actuación.
Se casó en 1967 con Giuliana Orefice, con quien tuvo un hijo, Paolo, también músico.

## Su carrera artística
Sus inicios como cantante, empezaron en 1956, como cantante de jazz en los bares de Milán, precisamente, en el bar Derby, donde conoce a Giorgio Gaber, Tony Dallara, y Adriano Celentano, quien sería su amigo y compadre, y con los cuales grabó sus primeros discos. 
Entre sus canciones se destacan: L'ombrello di mio fratello (El paraguas de mi hermano), Il cane con i capelli (El perro con pelo), Una canzone intelligente (Una canción inteligente), y otros por nombrar.
Participa como compositor en 1961, en el Festival de San Remo con la canción Benzina e cerini (gasolina y cerillas), que interpretó Giorgio Gaber, 

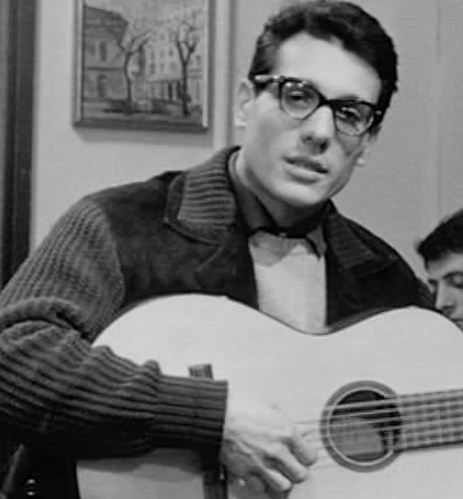
En La vita agra.

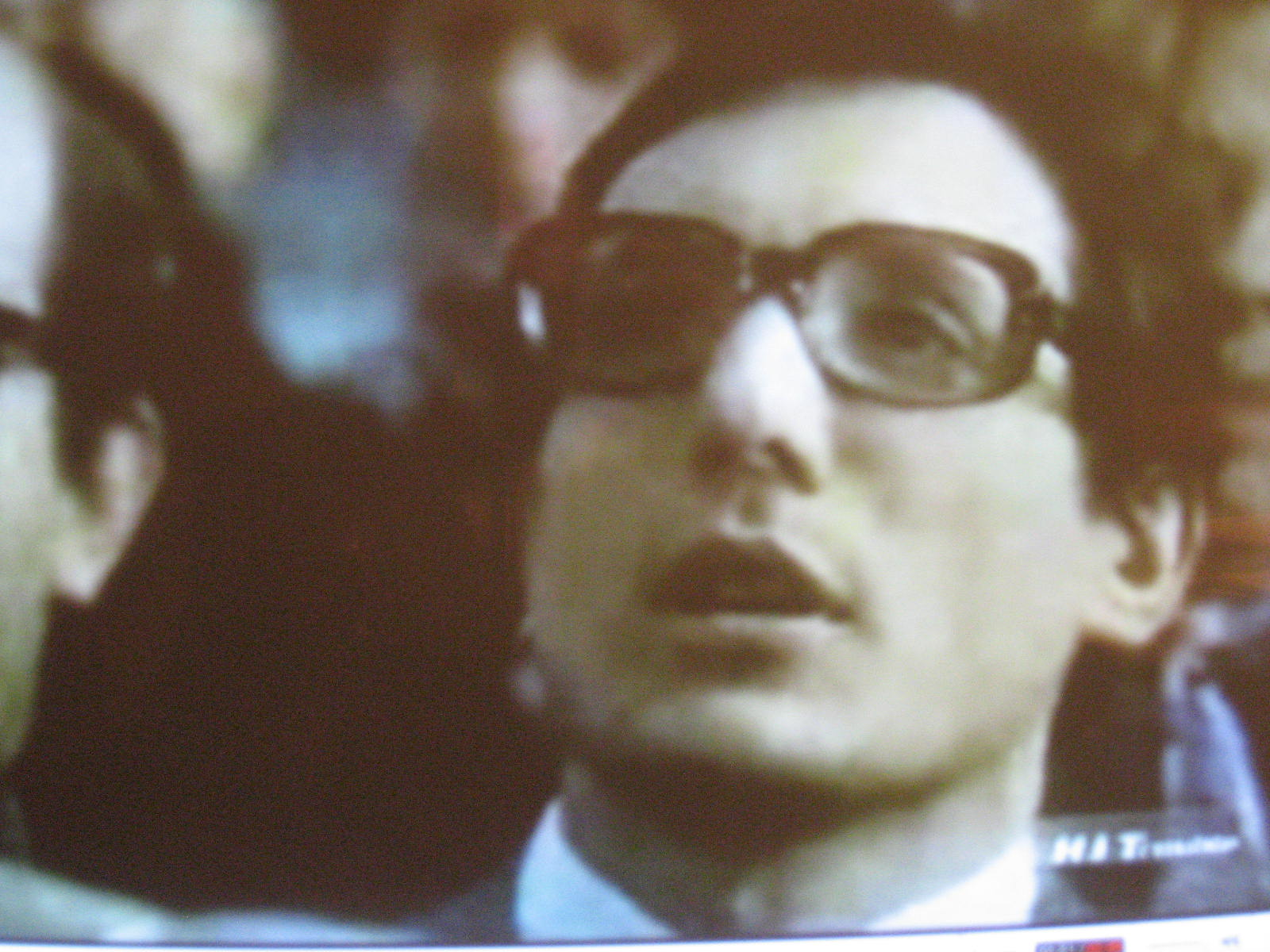
En L'udienza (1971 - 1972), de Marco Ferreri.

En 1964, realiza espectáculos musicales junto al dramaturgo italiano Dario Fo, y en 1962, participa en el programa Canzonissima de la RAI, con la canción Il foruncolo (El furúnculo), y en 1969, interpreta Zum, zum, zum, quien sería el tema central del mencionado programa. 
En 1964 participa en la película La vita agra de Carlo Lizzani, basada en la novela homónima del escritor Luciano Bianciardi.
Por razones políticas, abandona la RAI en 1969, para estudiar un doctorado en medicina en los Estados Unidos por cuatro años.
Reaparece décadas más adelante, en 1989, participando en la primera ronda del Festival de San Remo, con la canción Se me lo dicevi prima (Si me lo hubieras dicho antes), inspirado en la lucha contra las drogas, y vuelve a dicho festival en 1991 con la canción La Fotografía.
En 1996, participa en el XXI Premio Luigi Tenco a la Música en dialectos regionales italianos, y en 2003, como compositor, en dicho certamen, con la canción Giovanni, il Telegrafista (Juan, el Telegrafista), que interpretó Johnny Dorelli.

## Sus incursiones en el teatro
Después de haber actuado en teatros de cabaret, Jannacci incursionó como actor de teatro en las siguientes obras teatrales.
- Niente domande (1985).
- Tempo di pace... pazienza! (1988).
- Aspettando Godot (Esperando a Godot) (1991).
- È stato tutto inutile  (1998).

## Discografía
- Giorgio Gaber - Enzo Jannacci (1960)
- Le canzoni di Enzo Jannacci (1963)
- La Milano di Enzo Jannacci (1964)
- Enzo Jannacci in teatro (1965)
- Sei minuti all'alba (1966)
- Vengo anch'io. No, tu no (1968)
- La mia gente (1970)
- Enzo Jannacci (1972)
- Quelli che... (1975)
- Vivere o ridere (1976)
- Secondo te...che gusto c'è (1977)
- Fotoricordo (1979)
- Ci vuole orecchio (1980)
- Nuove registrazioni (1980)
- E allora concerto (1981)
- Discogreve (1983)
- Ja-Ga brothers (1983)
- L'importante (1985)
- Parlare con i limoni (1987)
- Trent'anni senza andare fuori tempo (1989)
- Guarda la fotografia (1991)
- I soliti accordi (1994)
- Quando un musicista ride (antologia, 1998)
- Come gli aeroplani (2001)
- L'uomo a metà (2003)
- Milano 3.6.2005 (2005)
- The Best 2006 (2006)

### Bandas sonoras
- Romanzo popolare (Dirigida por Mario Monicelli, 1974)
- Pasqualino settebellezze (Dirigida por Lina Wertmüller, 1975) - Nominada a Premios Óscar
- L'Italia s'è rotta (Dirigida por Steno, 1976)
- Gran bollito (Dirigida por Mauro Bolognini, 1977)
- Saxofone (Dirigida por Renato Pozzetto, 1978)
- Piccoli equivoci (Dirigida por Ricky Tognazzi, 1988)